# 글라루스 알프스
글라루스 알프스(독일어: Glarner Alpen)는 스위스 중부에 있는 산맥이다. 그들은 서쪽으로 우리 알프스와 슈비츠 알프스, 남쪽으로 레폰틴 알프스, 북동쪽으로 아펜첼 알프스와 접해 있다. 글라루스 알프스의 동쪽 부분에는 지질학적 유네스코 세계문화유산으로 지정된 주요 추진 단층(Swiss Tectonic Arena Sardona)이 있다.
글라루스 알프스는 우리주, 그라우뷘덴주 및 장크트갈렌주의 일부를 포함하여 글라루스주를 훨씬 넘어 확장된다. 반대로 글라루스주의 모든 산이 글라루스 알프스의 일부는 아니며 우르너 보덴의 북쪽과 린트 계곡(린탈)의 서쪽은 슈비츠 알프스의 일부로 간주된다.

## 지리
글라루스 알프스의 주요 산맥은 6개의 작은 그룹으로 나눌 수 있으며, 가장 낮은 그룹이 2,286m를 넘는다. 이들 중 가장 서쪽에 있는 그룹은 거의 같은 높이의 많은 봉우리를 포함하는 험준한 산맥인 크리스팔트(Crispalt)이다. 이들 중 가장 높은 곳은 피츠 주프(Piz Giuv, 3,096m)와 피츠 나이어(Piz Nair)이다. 크리스팔트라는 이름은 3,070m를 측정하는 피츠 주프의 남쪽이지만, 이차적인 봉우리에 주어졌다. 주요 그룹의 서쪽은 린첸슈토크(Rienzenstock)이고 북부 외곽은 브리슈텐(Bristen)에서 절정에 이른다. 크리스팔트의 동쪽에 있는 크뤼츨리 고개(Chrüzli Pass)는 오버알프슈토크(Oberalpstock, 3,328m)의 다소 높은 대산괴와 분리되어 있다.
여기서 산맥의 연속성이 부분적으로 끊어진다. 오버알프슈토크과 퇴디(Tödi)를 연결하는 눈 덮인 산맥의 마루는 2743m 아래로 낮아지지 않지만, 북쪽으로 쓸려가 볼록하게 만들어 반원형 오목한 지형을 형성하며, 수많은 급류가 모두 디젠티스 아래의 루사인 계곡(Val Russein)을 통해 라인강으로 쏟아진다. 두 개의 빙하 통로가 선맥의 이 부분을 가로질러 이어진다. 다른 하나는 북동쪽으로, 잔트 빙하를 넘어 린탈까지 이어진다.
스위스 북동부에서 가장 높은 산맥인 퇴디(3,614m)는 가운데 산을 둘러싼 광대한 설원에서 발생하는 수많은 2차 봉우리로 이루어져 있다. 주요 정상은 우리주에 속하는 샤르호른(Schärhorn)과 그로스 빈트갈렌(Gross Windgällen)이며, 매우 중요한 외부 지역은 북쪽의 휘비 빙하(Hüfi Glacier)까지 클리덴 그라트 산맥(Clariden Grat)으로 퇴디와 연결되어 있다. 덜 중요한 가지가 비페르텐 빙하(Biferten Glacier)를 둘러싸고, 티르페흐트(Tierfehd)의 남쪽 젤브잔프트(Selbsanft)에서 끝난다. 포더라인의 계곡을 향해 높은 곶은 퇴디의 중앙 봉우리에서 거의 정남쪽으로 뻗어 있으며, 포스타 비알라봉(Piz Posta Biala)의 정상으로 우뚝 솟아 있다. 동일한 대산괴가 다시 뻗어가는 파급효과는 카피슈트라우(Cavistrau) 봉우리에서 동쪽으로 더 먼 곳에서 끝난다.
키슈텐 고개(Kisten Pass)는 퇴디 그룹을 하우슈토크(Hausstock)에서 분리하며, 정상 높이는 3,158m이다. 이 후자 그룹의 지맥이 글라루스주의 케르프 산맥(Kärpf)을 형성한다. 하우슈토크는 파닉서 고개(Panixer Pass, 2,410m)에 의해 포랍(Vorab)의 다소 낮지만, 더 확장된 산괴에서 차단된다. 포랍 땅과 그리쉬봉(Piz Grisch)은 가장 중요한 수많은 봉우리들이 매우 가까이에 있기는 하지만, 3,048m 이하(1만 피트)의 봉우리들이다.
후자 그룹의 동쪽 한계는 세크나스 고개(Segnas Pass)이다. 세크나스 고개는 글라루스주와 포더라인을 연결하는 가장 빈번한 경로이며, 그 너머로 글라루스 알프스가 뻗어간 일부인 암석과 빙하의 넓은 산괴가 발생한다. 그리고 자르도나 봉(Piz Sardona)에서 절정을 이룬다. 이 산괴는 깊은 계곡으로 갈라져 있다. 칼파이젠 고개(Calfeisental): 피촐(Pizol, 2,844m)에서 정점을 이루는 한 가지가 페퍼스(Pfäfers) 위로 동쪽으로 뻗어 있고, 다른 하나는 장크트갈렌주의 가장 높은 봉우리인 Ringelspitz (3,247m )를 포함한다. 낮은 쿤켈스 고개(Kunkels Pass, 1,357m)까지 동쪽으로 뻗어 있으며, 이 산맥은 칼란다(Calanda)에서 갈라진다.

## 같이 보기
- 스위스 알프스